# Communauté de communes de l'Arentèle-Durbion-Padozel
La communauté de communes de l'Arentèle-Durbion-Padozel est une ancienne communauté de communes française, qui était située dans le département des Vosges et la région Lorraine.

## Histoire
Le 1er janvier 2014, la structure fusionne avec les communautés de communes de la Vallée de la Vologne et du Canton de Brouvelieures pour donner naissance à la Communauté de communes Vologne-Durbion,.

## Composition
La communauté était composée de 12 communes :
- Dompierre
- Destord
- Fontenay
- Girecourt-sur-Durbion (siège)
- Grandvillers
- Gugnécourt
- Méménil
- Nonzeville
- Padoux
- Pierrepont-sur-l'Arentèle
- Sercœur
- Viménil

## Budget et fiscalité
- Total des produits de fonctionnement : 549 000 euros, soit 153 euros par habitant
- Total des ressources d’investissement : 160 000 euros, soit 45 euros par habitant
- Endettement : 261 000 euros, soit 73 euros par habitant[3].

## Administration
| Période                                  | Période          | Identité      | Étiquette | Qualité                           |
| ---------------------------------------- | ---------------- | ------------- | --------- | --------------------------------- |
| Les données manquantes sont à compléter. |                  |               |           |                                   |
|                                          | 1er janvier 2014 | Lucien Deblay |           | Maire de Gugnécourt (depuis 1995) |